# Beleg van Riga (1621)
Het Beleg van Riga was een van de belangrijkste gebeurtenissen tijdens de Tweede Poolse Oorlog. Het duurde van 4 augustus tot 15 september 1621. De Zweedse troepen beheersten de Oostzee, die de stad deels omringt. Riga werd op dat moment door een kleine Poolse bezetting verdedigd.
Zweedse-Poolse oorlogen werden al in korte perioden gevoerd vanaf 1600. In de eerste fase van deze oorlog hadden de Polen merendeels de overhand, maar op 29 september 1620 werd er een tweejarig wapenbestand gesloten tussen de beide landen.

## Het beleg
Op 24 juli 1621 voer een grote vloot van 148 schepen en 10 jachten onder bevel van de Zweedse koning Gustaaf II Adolf van Zweden vanuit Stockholm over de Oostzee. Op 1 augustus arriveerde deze bij het relatief zwak verdedigde Riga, de belangrijkste stad van het hertogdom Lijfland. De Zweden eisten de overgave van de stad, maar dat gebeurde niet, waarna het beleg begon. De Zweedse koning had daarvoor nog geprobeerd de vesting van Daugavgrīva, gelegen voor de stad, te veroveren. Toen dat niet lukte richtte hij zich meer op het beleg van de stad en haar strategische punten. 
Op 23 augustus begon de Zweedse artillerie met bombardementen. Na zes dagen, waarop meer dan 6000 kanonskogels werden afgeschoten, waarbij vele slachtoffers vielen, brak de Zandpoort en werd een bres geslagen in de borstwering. Met de brokstukken uit de poort en muren werden de grachten gedempt en ook rijshout werd gebruikt om dichter bij de stad te kunnen komen. 
In de nacht van 29 op 30 augustus werden de muren bestormd door de Zweden. De burgers vochten terug en sloegen de stormloop af. De Litouwse veldheer Krzysztof Radziwiłł was ingelicht door de Poolse bezetters en zond patrouilles naar de stad. Gustaaf II vreesde een mogelijke Russische aanval en wilde zo snel mogelijk de stad in geraken. Op 2 september werd een Zweedse delegatie naar de stad gestuurd, maar zonder resultaat. Daarop voerde het Zweedse leger diezelfde dag een nieuwe stormloop uit. Ze wisten enkele wallen te veroveren, maar door het laten springen van ondergraven dijken wisten de verdedigers de aanval te stoppen, en moesten de Zweden de aftocht blazen. 
De bombardementen op de stad duurden voort tot 12 september, waarna opnieuw onderhandelingen werden opgestart om Riga een laatste kans te geven voordat er een nieuwe aanval werd uitgevoerd. De bewoners van Riga, die nog steeds de hoop koesterden gered te worden, probeerden de onderhandelingen te vertragen en vroegen een driedaagse wapenstilstand. Na lange onderhandelingen gaf Gustaaf Adolf de stad uitstel tot 14 september en daarna moest de stad een besluit nemen. De stad, waarvan het defensief vermogen tot het nulpunt was gezakt, zag deze vertraging als enig wapen, maar het onvermijdelijke geschiedde. Op 16 september marcheerde de Zweedse koning de stad binnen.